# Imagetransfer
Imagetransfer bezeichnet in der Werbepsychologie die Übertragung von Imagebestandteilen von einem Imageträger (Produkt, Marke, Person o. Ä.) auf einen anderen.
Der Aufbau einer neuen Marke ist teuer und mit hohem Risiko verbunden. Die Floprate neuer Produktarten beträgt zwischen 85 % und 95 %.
Mit Hilfe eines gemeinsamen Markennamens werden positive Ausstrahlungseffekte der Markenelemente und der Kommunikation für die jeweiligen Produkte wechselseitig genutzt.
Die Übertragung eines bestehenden Markennamens auf ein Erweiterungsprodukt ist eine sinnvolle Lösung dieses Problems, wie das Beispiel Hugo Boss zeigt. Die Herrenbekleidungsfirma hat ihr Sortiment erweitert und ein BOSS Eau de Toilette entwickelt.

Vor einer Übertragung gilt es die Kernqualitäten des Markenimages möglichst deutlich zu definieren. Das ist wichtig, um eventuelle Unterschiede oder sogar Inkompatibilitäten der beiden Imageträger zu erkennen.
Am Institut für Werbewissenschaft und Marktforschung an der Wirtschaftsuniversität Wien wurde ein Imagetransfermodell von Günter Schweiger et al. mit speziellen Messverfahren und Tests entwickelt. Es dient zum Auffinden vielversprechender Partnerprodukte und wurde erfolgreich empirisch getestet, wie folgende Studien belegen:
- Transferring Brand Images: A New Strategy to Increase Advertising Effectiveness
- Improved Marketing Efficiency through Multi-Product Brand Names – An Empirical Investigation of Image Transfer
- Imagetransfer – Ergebnisse von empirischen Imagetransferstudien zum Thema „Österreichische Exportwerbung“

Images bestehen sowohl aus emotionalen als auch sachhaltigen Bestandteilen. Das entwickelte Imagetransfermodell geht davon aus, dass ein positiver Imagetransfer nur möglich ist, wenn zwei Produktklassen sowohl emotional als auch technologisch affin sind. Sind diese beiden Voraussetzungen gegeben, sind die Konsumenten bereit, einen Probekauf des neuen Produkts zu tätigen. Positiv wirkt sich diese Affinität auch auf die Wiederkaufsrate für das ursprüngliche Produkt aus, welche ebenso steigt. Erfolgreiche Beispiele aus der Praxis sind z. B. die Übertragung der Sportschuhmarke Adidas auf Kosmetik und Uhren oder die Übertragung der Zigarrenmarke Davidoff auf Parfum (Davidoff Cool Water).
Das Risiko des Imagetransfers besteht in der Übertragung negativer Imagebestandteile. Zigaretten und Damenparfum wurden durch eine gemeinsame Messung als technologisch nicht affin bestätigt, da der Zigarettengeruch mit Parfum als technologisch unverträglich gilt.
Die Nutzung des Herkunftslandes, der Country-of-Origin-Effekt, ist ein Spezialfall des Imagetransfers.